# 滋賀県立新旭養護学校
滋賀県立新旭養護学校（しがけんりつ しんあさひようごがっこう）は、滋賀県高島市に所在する知的障害・肢体不自由特別支援学校。学部は小学部、中学部、高等部（普通科）を設置する。

## 通学区域
高島市全域、旧西浅井町（長浜市）

## 学校間交流
- 高島市立新旭南小学校
- 高島市立湖西中学校[2]

## 沿革
- 1994年10月9日 - 新設養護学校開校決定
- 1996年3月22日 - 土地造成工事着工
- 1996年4月1日 - 新設学校開校準備室設置
- 1996年5月25日 - 滋賀県立高島養護学校（仮称）安全祈願祭
- 1996年6月1日 - 建築工事開始
- 1996年10月4日 - 定例県議会において「滋賀県立新旭養護学校」と名称が決定
- 1997年1月20日 - 校章の制定
- 1997年3月28日 - 校舎の引き渡し
- 1997年4月1日 - 開校
- 1997年10月7日 - プール建設工事着工
- 1998年3月26日 - プール建設工事竣工
- 2006年11月23日 - 創立10周年記念式典
- 2016年11月2日 - 創立20周年記念式典[3]

## 歴代校長
| 代     | 氏名       | 就任日       |
| ------ | ---------- | ------------ |
| 初代   | 佐々木善澄 | 1997年4月1日 |
| 第2代  | 片桐了     | 2001年4月1日 |
| 第3代  | 饗場鎭郎   | 2004年4月1日 |
| 第4代  | 藤田実     | 2008年4月1日 |
| 第5代  | 藤居毅     | 2010年4月1日 |
| 第6代  | 舩野康浩   | 2012年4月1日 |
| 第7代  | 梅村妙子   | 2014年4月1日 |
| 第8代  | 田中浩一   | 2016年4月1日 |
| 第9代  | 川村誠     | 2019年4月1日 |
| 第10代 | 安井洋子   | 2021年4月1日 |
| 第11代 | 髙橋かずみ | 2023年4月1日 |
| 第12代 | 林政庸     | 2025年4月1日 |

## 所在地
〒520-1512 滋賀県高島市新旭町太田988-6

## アクセス
最寄駅はJR湖西線の新旭駅
- 高島市営バス「はあとバス」またはタクシーで約5分
- 徒歩で約30分